# ليزا ستيوارت
ليزا ستيوارت (بالإنجليزية: Lisa Stewart)‏ هي مغنية وكاتبة غنائية أمريكية، ولدت في 6 أغسطس 1968.

## وصلات خارجية
- ليزا ستيوارت على موقع IMDb (الإنجليزية)
- ليزا ستيوارت على موقع ميوزك برينز (الإنجليزية)
- ليزا ستيوارت على موقع ديسكوغز (الإنجليزية)
- ليزا ستيوارت على موقع قاعدة بيانات الفيلم (الإنجليزية)